# Contea di Prince George (Maryland)
La contea di Prince George (in inglese Prince George's County), spesso chiamata "PG county", è una contea dello Stato del Maryland, negli Stati Uniti. La popolazione al censimento del 2000 era di 801 515 abitanti. Il capoluogo di contea è Upper Marlboro.

## Geografia
Il territorio è collinare e pianeggiante. Il fiume Patuxent segna il confine nord-est, mentre il fiume Potomac quello a est.
La contea è sede dell'Università del Maryland.

### Contee confinanti
- Contea di Howard - nord
- Contea di Anne Arundel - est
- Contea di Calvert - sud-est
- Contea di Charles - sud
- Contea di Fairfax (Virginia) - ovest
- Alexandria (Virginia) - ovest
- Washington (Distretto di Columbia) - ovest
- Contea di Montgomery - nord-ovest

## Storia
La contea fu creata da parti delle contee di Calvert e Charles nel 1696. Fu chiamata così in onore di principe Giorgio di Danimarca, marito della regina Anna.

## Comuni

### Cities
- Bowie (incorporata nel 1882)
- College Park (incorporata nel 1945)
- District Heights (incorporata nel 1936)
- Glenarden (incorporata nel 1939)
- Greenbelt (incorporata nel 1937)
- Hyattsville (incorporata nel 1886)
- Laurel (incorporata nel 1870)
- Mount Rainier (incorporata nel 1910)
- New Carrollton (incorporata nel 1953)
- Seat Pleasant (incorporata nel 1931)

### Towns
| - Berwyn Heights (incorporata nel 1896) - Bladensburg (incorporata nel 1854) - Brentwood (incorporata nel 1922) - Capitol Heights (incorporata nel 1910) - Cheverly (incorporata nel 1931) - Colmar Manor (incorporata nel 1927) - Cottage City (incorporata nel 1924) - Eagle Harbor (incorporata nel 1929) - Edmonston (incorporata nel 1924) | - Fairmount Heights (incorporata nel 1935) - Forest Heights (incorporata nel 1945) - Landover Hills (incorporata nel 1945) - Morningside (incorporata nel 1949) - North Brentwood (incorporata nel 1924) - Riverdale Park (incorporata nel 1920) - University Park (incorporata nel 1936) - Upper Marlboro -capoluogo (incorporata nel 1870) |

### Census-designated places
| - Accokeek - Adelphi - Andrews Air Force Base - Aquasco - Baden - Beltsville - Brandywine - Brock Hall - Calverton - Camp Springs - Cedarville - Chillum - Clinton - Coral Hills | - Croom - East Riverdale - Fairwood - Forestville - Fort Washington - Friendly - Glassmanor - Glenn Dale - Hillandale - Hillcrest Heights - Kettering - Konterra - Lake Arbor - Landover | - Langley Park - Lanham - Largo - Marlboro Meadows - Marlboro Village - Marlow Heights - Marlton - Maryland Park - Melwood - Mitchellville - National Harbor - Oxon Hill - Peppermill Village - Queen Anne | - Queensland - Rosaryville - Seabrook - Silver Hill - South Laurel - Springdale - Suitland - Summerfield - Temple Hills - Walker Mill - West Laurel - Westphalia - Woodlawn - Woodmore |

## Gemellaggi
La contea di Prince George è gemellata con: 
- Royal Bafokeng Nation
- Rishon LeZion
- Ziguinchor